# Geryonia proboscidalis
Geryonia proboscidalis ist eine Qualle und die einzige Art der Gattung Geryonia aus der Familie der Geryoniidae.

## Merkmale
Geryonia proboscidalis hat einen Schirmdurchmesser von 35 bis 80 Millimetern und ist von fast halbkugelartiger Form. Sie hat sechs Radiärkanäle. In jedem der dazwischen liegenden Abschnitte finden sich bis zu sieben Zentripetalkanäle. Die an den Radiärkanälen positionierten Gonaden sind herzförmig. Der lange, konische Stiel dient als Verdauungskanal. Der Mund ist sechslippig. Perradial finden sich sechs hohle Tentakel, die ringförmig mit Nesselzellen (Nematocysten) besetzt sind. Bei den sechs weiteren, interradial angeordneten festen Tentakeln stehen die Nematocysten in Bündeln. Als Gleichgewichtsorgane finden sich 12 Statocysten.

## Verbreitung
Die Art findet sich in den wärmeren Zonen aller Weltmeere (mediterran, subtropisch, tropisch).

## Wissenschaftliche Geschichte
Die Art wurde erstmals 1775 von Peter Forsskål als Medusa proboscidalis beschrieben. 1810 beschrieben Peron und Lesueur sie erneut als Geryonia hexophylla. Johann Friedrich Eschscholtz überstellte Medusa proboscidalis dann 1829 in diese Gattung als Geryonia proboscidalis.